# リバティ百貨店
リバティ (Liberty) は、イギリスのロンドン中心部、グレート・マルボロ・ストリートにある老舗百貨店である。商店街として知られる「ウェスト・エンド」の一角に位置する。

## 歴史
1875年、アーサー・ラセンビィ・リバティ (Arthur Lasenby Liberty) によって、日本や東洋の装飾品、織物、その他様々な芸術工芸品を販売する店として開業した（後にリバティ社はその織物によって特に知られるようになる）。初めの頃のリバティ社は様々なスタイルの商品から人気のあるものを折衷的に扱っていたが、根本的に方向を転換し、アール・ヌーヴォーや1890年代の耽美主義に密接な様式の商品を追求し続けることになる。イタリアではアール・ヌーヴォーが「スタイル・リバティ」として知られるようになるなど、リバティ社の名前はその美術様式と同じ意味を持つまでになった。1880年代からクリストファー・ドレッサーやE.W.ゴードウィンといった日英折衷スタイルのデザイナーの作品を取り扱い、ビクトリア時代の日本ブームを牽引した。

## 建物

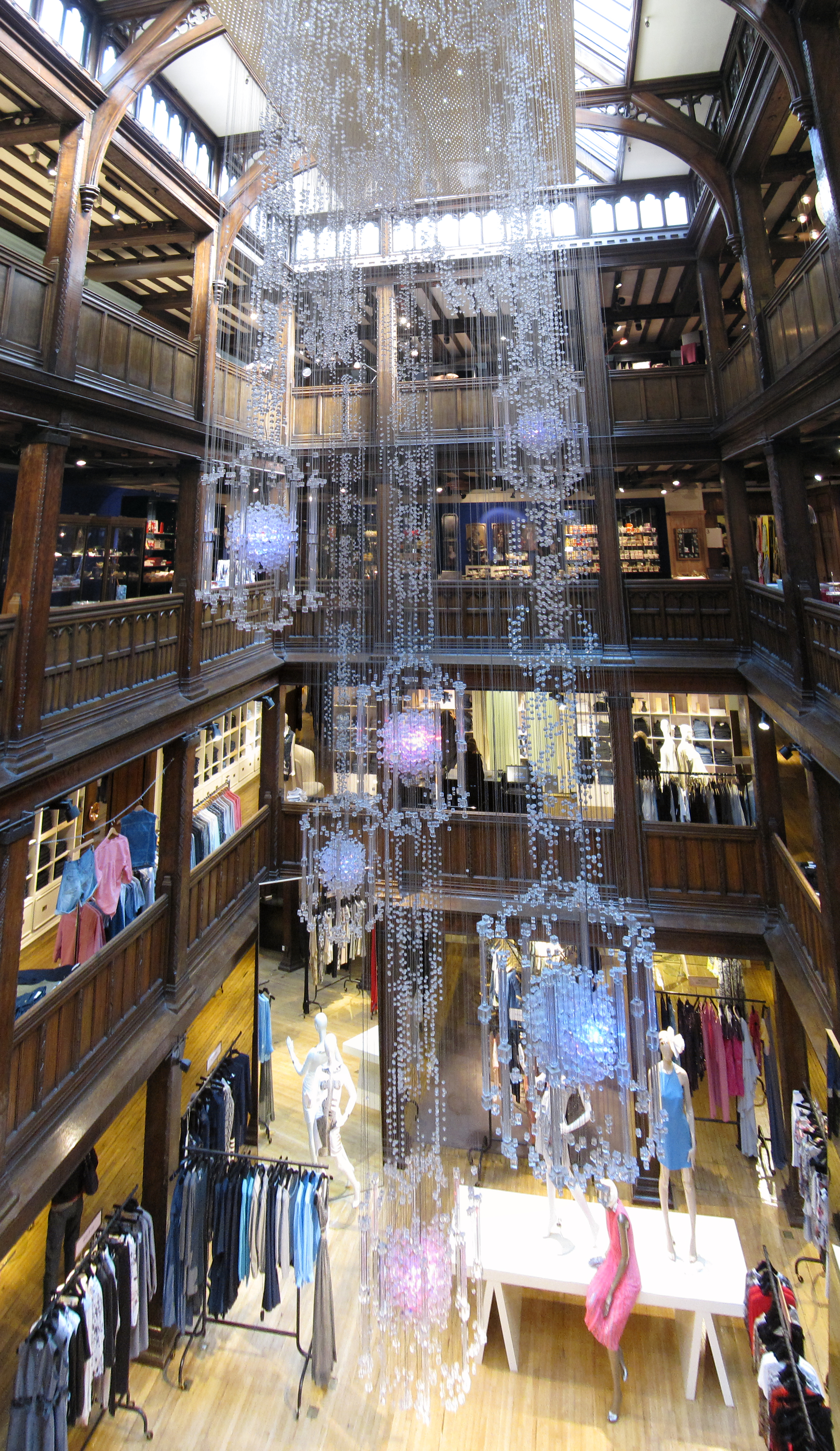
リバティ百貨店の内装

現在の建物はグレート・マルボロ・ストリートに面しており、テューダー・リバイバル様式のアーツ・アンド・クラフツの建築物としては、ロンドンで最も代表的なものの一つである。イギリスの第2種指定建造物 (Grade II listed building) に指定されている。エドウィン・T・ホールとその息子エドウィン・S・ホールの設計で1924年に建てられたもので、その材木はイギリス海軍の2隻の軍艦「インプレグナブル」「ヒンダスタン」に使われていたものを流用している。リバティ百貨店は、吊り天井や会社名が記された調度品といった、当時の大型百貨店での流行を取り入れなかったことで、外装だけでなく店内も本来のテューダー・リバイバル風の装飾を固持した（ただし一部に1930年代の典型的な手法も）。内部は、窓のないアトリウム（中央大広間）を囲むように比較的小さな部屋が配置されており、それらはガラスの天井と木製のバルコニーから光を取り入れている。エスカレーターはなく、代わりに階段と装飾が施されたリフトが設置されている。

## 商品
リバティ百貨店では最新の流行の化粧品、装飾品、贈り物、ホームウェア、家具などを販売している。リバティはショーウィンドー装飾士のチームを持っており、想像的かつしばしば超現実的でもあるウィンドーディスプレー（特にクリスマスのもの）は有名である。1988年、リバティは日本の店舗でも商品を販売すべく日本に卸売を行う子会社を設立した。そこでは世界的に展開される商品のほか、日本での流行を踏まえた商品も取り扱っている。